# دوري السوبر السويسري 2001–02
دوري السوبر السويسري 2001–02 هو الموسم 104 من نظام الدوري السويسري لكرة القدم ‏. أشرف على تنظيمه دوري السوبر السويسري، وكان عدد الأندية المشاركة فيه 12، وفاز فيه نادي بازل.